# 히토미 다쿠야
히토미 다쿠야(일본어: 人見 拓哉, 1997년 12월 18일~)는 일본의 축구 선수이다.

## 구단 경력
그는 2020년 J2리그의 FC 류큐에 입단했다. 2022년후 J3리그에 강등했다. 2023년까지 40경기에 출전하여, 5득점을 넣었다. 2024년 일본 풋볼 리그의 아틀레티코 스즈카로 이적했다.